# 루쓰밍
루쓰밍(중국어: 路斯明, 병음: Lù Sīmíng 노사명[*], 영어: Johnny Lu 조니 루[*], 1977년 5월 8일~)은 중화민국의 배우이다.

## 출연 작품

### 방송
- High 5 제패청춘
- 반숙련인
- 번당화원
- 진적한자
- 아적완미남인

### 영화
- High 5 제패청춘 (2016년)
- 성좌애정수병녀 (2015년)
- 진애 100천 (2013년)
- 번당화원 (2012년)
- 반숙련인 (2012년)
- 오룡희봉2012 (2012년)
- 진적한자 (2011년)
- 귀마광상곡 (2004년)
- 망불료 (2003년)